# Nukulaelae
Nukulaelae – atol należący do archipelagu Tuvalu o powierzchni lądowej ok. 1,82 km². Składa się z co najmniej 15 wysp. Na jednej z nich, Fangaua, znajduje się osada Pepesala, w której mieszka 247 osób.
Na atolu znajduje się jedna szkoła podstawowa (Faikimua Primary School) i jedno przedszkole (Ulukoloa Pre-School) (stan na 2014 rok).